# Farako (Ségou)
Pour les articles homonymes, voir Farako.
Farako est une localité et une commune rurale du Mali, chef-lieu du cercle de Farako dans la région de Ségou. 

## Géographie
Farako est située sur la rive gauche du fleuve Niger et sur la route nationale RN 29 (axe Sirakola-Kala) à 16 km à l'ouest du chef-lieu régional Ségou. Les deux rives du Niger sont reliées par bac.
| Souba        | Diganidougou | Diganidougou |
| Sama Foulala | Farako       | Ségou        |
| Konodimini   | Sébougou     | Sébougou     |

## Histoire
Les activités de la population sont pour la plus part très anciennes . Leur création est depuis avant le royaume bambara de Ségou.
D'ailleurs Farako est le village d'origine de Dioba Diarra de Koulikoro.
Lors de la réforme administrative de 2023, Farako est érigée en chef-lieu du 7e cercle de la région de Ségou.

## Villages
La commune s'étend sur 11 localités relevées lors du recensement général de 2009. 
Les villages les plus peuplés sont :
- Kalabougou (2 699 habitants) ;
- Farako (2 597 habitants) ;
- Kamalé (1 652 habitants).

La loi 2023-007 attribue à la commune 11 villages, fractions ou quartiers :
- Farako
- Fassouma Wéré
- Bayo
- Kalbougou
- Doni
- Kamilé
- Kobi
- Manzaran
- Mimana
- Sirabilé
- Djélibougou

## Économie
Les activités des villgeois sont basées sur l'agriculture du riz , le mil ; l'élévage des caprins ; la pêche sur le fleuve Niger la maraîchage.